# Estación de Llevant - Les Planes
Llevant - Les Planes es una estación cabecera de la línea T2 de la red del Trambaix, antes llamada Sant Martí de l'Erm, como la de Hospital Sant Joan Despí | TV3.
La estación está situada sobre la avenida de Barcelona, a la altura de la avenida del Bajo Llobregat, en San Juan Despí y se inauguró el 3 de abril de 2004 con la apertura del Trambaix. En la estación de la T2 se le puede llamar apeadero porque es una estación secundaria ya que sólo dispone de un andén y una vía, no dispone de marquesina y además hasta 2007 no disponía de máquinas de autoventa de billetes.
- Datos: Q8840952